# Bagous lutulentus
Bagous lutulentus är en skalbaggsart som först beskrevs av Leonard Gyllenhaal 1813.  Bagous lutulentus ingår i släktet Bagous, och familjen vivlar. Arten är reproducerande i Sverige.

## Bildgalleri

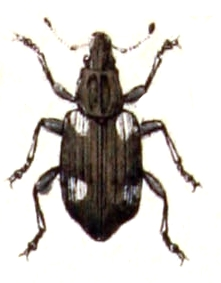